# Emmaplein (Groningen)
Het Emmaplein is een plein in de stad Groningen. Het ligt aan het einde van de Stationsstraat, tussen de Praediniussingel en de Ubbo Emmiussingel. Het plein werd aangelegd na de slechting van de vesting Groningen. Samen met het Hereplein maakt het deel uit van de singelgordel aan de zuidkant van de binnenstad. Aan de noordkant van het plein ligt de Emmabrug over het Verbindingskanaal.

## Beelden op het plein

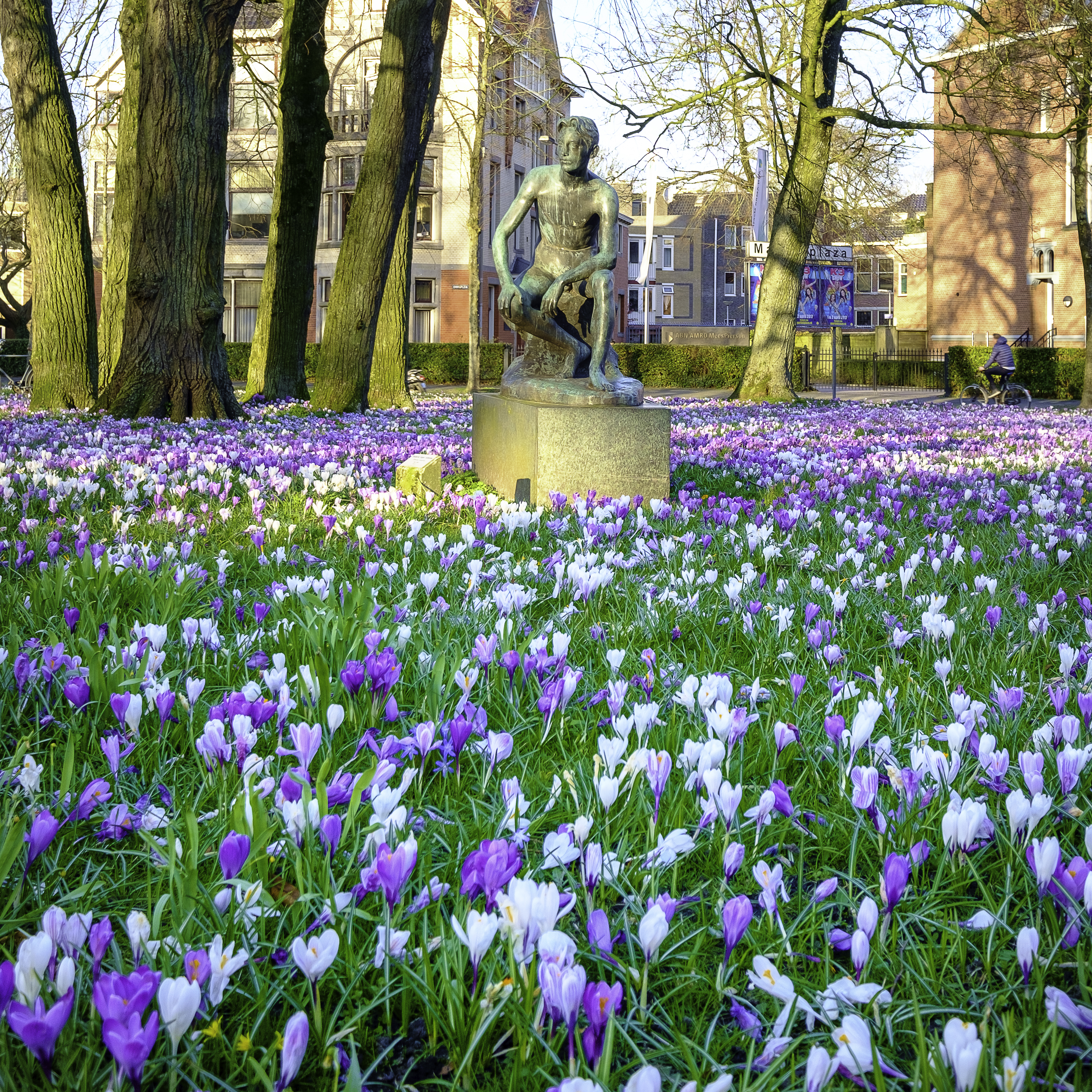
Beeld Zittende Jongeling van Frederik Engel Jeltsema (1916) tussen de krokussen. Het beeld staat sinds 1960 op het Emmaplein.
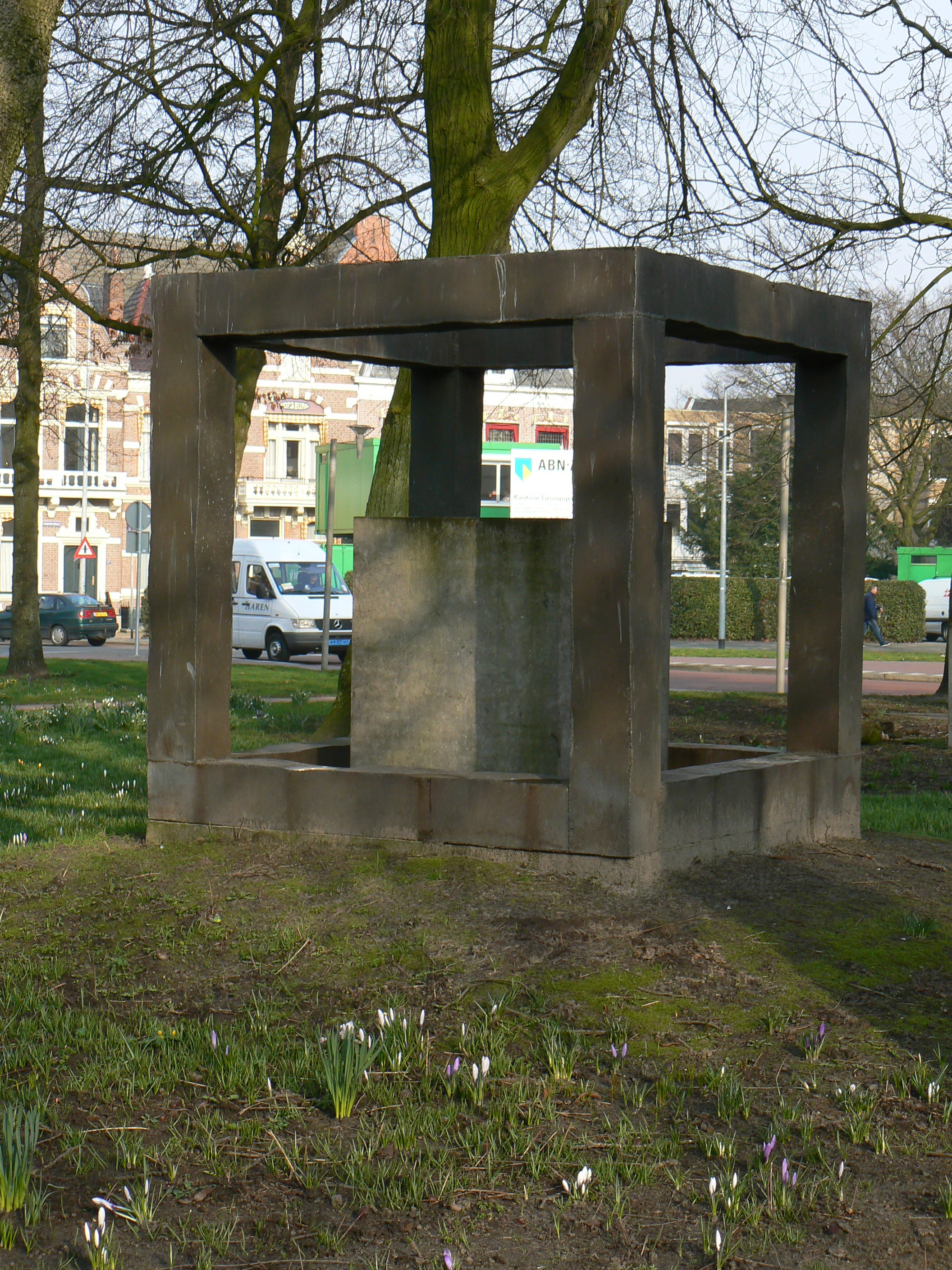
anti kernwapenmonument van Hugo Hol (1985)
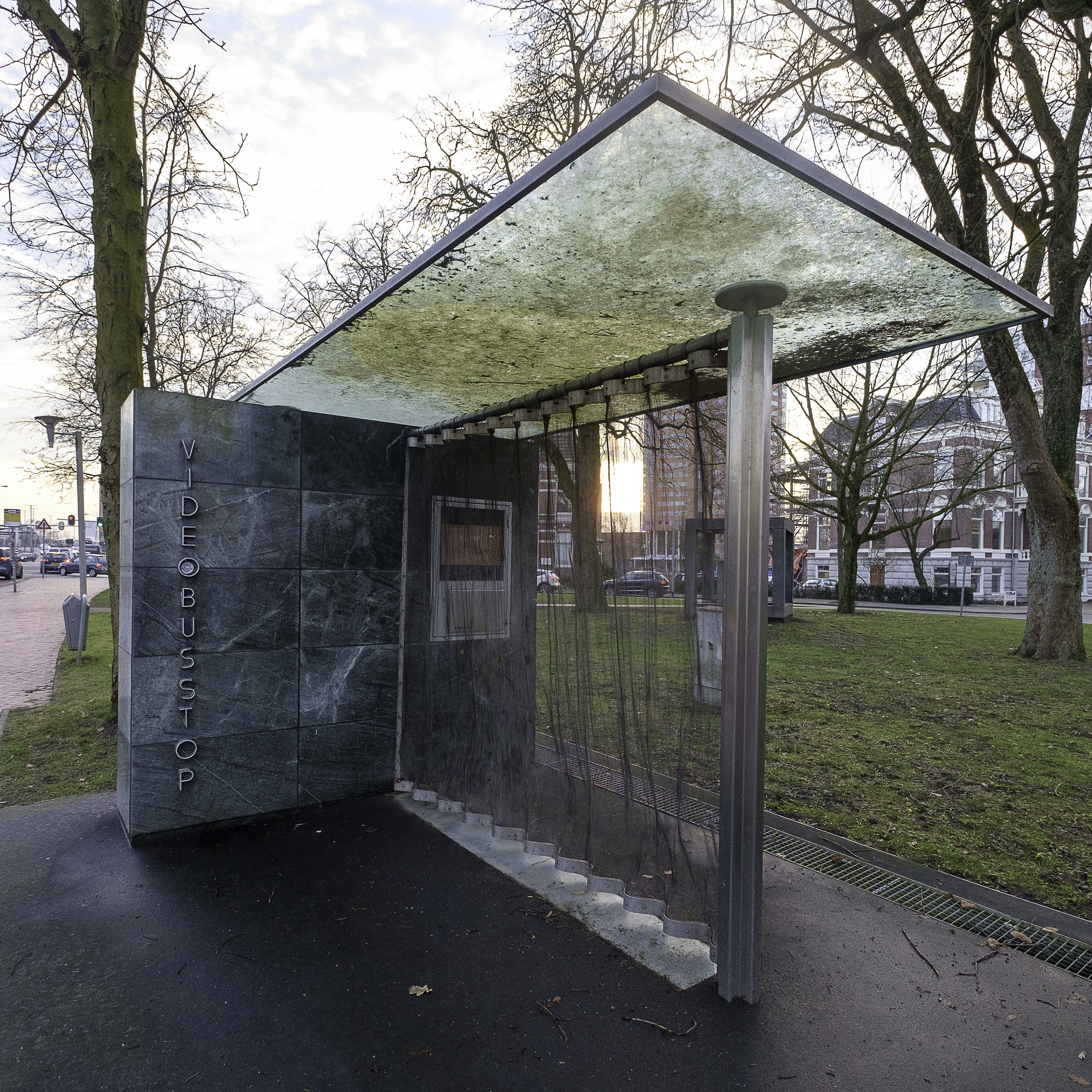
video Bus Stop van Rem Koolhaas (1990)

## Monumenten
Aan het Emmaplein staan vier forse villa's. Alle vier zijn aangewezen als rijksmonument.
| Object           | Bouwjaar | Omschrijving | Monument  | Afbeelding |
| ---------------- | -------- | --- | --------- | ---------- |
| Emmaplein 1      | 1892     | Villa in een rijke eclectische bouwstijl ontworpen door J.P. Hazeu. | RM 485527 |            |
| Emmaplein 2 en 3 | 1899     | Dubbele villa ontworpen door K. Bolhuis in eclectische bouwstijl met kenmerken van de neo-Renaissance. Het pand werd in 1907 verbouwd tot zusterhuis van het Diaconessenhuis. In 1990 is het teruggebracht in de oorspronkelijke staat. | RM 485533 |            |
| Emmaplein 4 en 5 | 1901     | Dubbele villa ontworpen door P. Belgraver. | RM 486722 |            |
| Emmaplein 6      | 1905     | Villa met kantoor, ontworpen door P.M.A. Huurman | RM 485544 |            |

Achter de Muur · 
Akerkhof · 
Akerkstraat · 
Broerstraat · 
Brugstraat ·
Bruine Ruiterstraat ·
Burchtstraat · 
Butjesstraat ·
Carolieweg ·
Coehoornsingel · 
Donkersgang · 
Driften · 
Emmaplein · 
Folkingestraat · 
Folkingedwarsstraat ·
Ganzevoortsingel · 
Gasthuisstraatje ·
Gedempte Kattendiep ·
Gedempte Zuiderdiep ·
Gelkingestraat ·
Grote Kromme Elleboog ·
Grote Markt ·
Guldenstraat ·
Guyotplein ·
Haddingestraat ·
Haddingedwarsstraat ·
Hardewikerstraat ·
Hereplein · 
Herebinnensingel ·
Heresingel ·
Herestraat ·
Hoekstraat ·
Hofstraat ·
Hoge der A ·
Hoogstraatje ·
Jacobijnerstraat ·
Kleine der A ·
Kattenhage ·
Kleine Kromme Elleboog ·
't Klooster ·
Kostersgang ·
Koude Gat ·
Kreupelstraat ·
Kwinkenplein ·
De Laan ·
Lage der A ·
Lopende Diep ·
Lutkenieuwstraat ·
Marktstraat ·
Martinikerkhof ·
Munnekeholm ·
Muurstraat ·
Naberstraat ·
Nieuwe Boteringestraat ·
Nieuwe Ebbingestraat ·
Nieuwe Kerkhof ·
Nieuwe Kijk in 't Jatstraat ·
Nieuwe Markt ·
Nieuwstad ·
Noorderhaven ·
Oosterstraat ·
Ossenmarkt ·
Oude Boteringestraat ·
Oude Ebbingestraat ·
Oude Kijk in 't Jatstraat ·
Papengang ·
Pausgang · 
Pelsterstraat ·
Peperstraat ·
Poelestraat ·
Praediniussingel ·
Rademarkt ·
Radesingel ·
Reitemakersrijge ·
Rode Weeshuisstraat ·
Schoolstraat · 
Schoolholm · 
Schuitemakersstraat ·
Schuitendiep · 
Sieboldsgang · 
Singelstraat · 
Sint Jansstraat ·
Sint Walburgstraat ·
Spilsluizen ·
Stationsstraat ·
Steentilstraat ·
Stoeldraaierstraat · 
Torenstraat · 
Turfstraat ·
Turfsingel ·
Turftorenstraat ·
Ubbo Emmiussingel ·
Vismarkt ·
Visserstraat ·
Waagstraat ·
Zoutstraat ·
Zwanestraat